# Szklarnikowate
Szklarnikowate (Cordulegastridae) – rodzina owadów z rzędu ważek należąca do podrzędu ważek różnoskrzydłych (Anisoptera).

## Charakterystyka
Rozpiętość skrzydeł dochodzi do 10,5 centymetra. Ubarwienie w żółte i czarne paski. Oczy są zielone lub niebieskawe i łączą się w jednym punkcie.
Larwy do rozwoju potrzebują stosunkowo czystej i wartko płynącej wody. Postacie dorosłe latają od czerwca aż do września. Spotkać je można zazwyczaj nad górskimi strumieniami. Samiczki składają jaja do wody, latając prostopadle nad nią zanurzają pokładełko. Larwy zakopują się w dnie, wystawiając tylko głowę i przednie odnóża. Rozwój w wodzie trwa od trzech do pięciu lat, i w tym czasie osiągają długość całkowitą co najmniej 45 milimetrów.

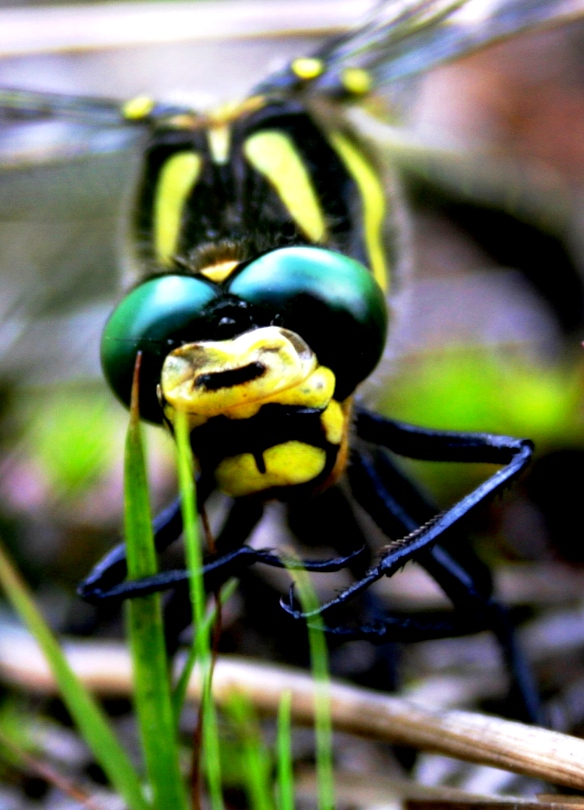
Oczy szklarnikowatych łączą się w jednym punkcie

## Występowanie
W Polsce występują dwa gatunki z rodziny szklarnikowatych:
- szklarnik górski (Thecagaster bidentata)
- szklarnik leśny (Cordulegaster boltonii)

Obydwa są rzadkie na terenie kraju.
Na obszarze Europy i północnej Afryki występują m.in.:
- Cordulegaster heros
- Cordulegaster princeps
- Cordulegaster trinacriae
- Cordulegaster picta
- Thecagaster insignis
- Thecagaster helladica

## Podział systematyczny
Do rodziny należą następujące rodzaje:
- Anotogaster Selys, 1854
- Cordulegaster Leach in Brewster, 1815
- Neallogaster Cowley, 1934
- Thecagaster Selys, 1854
- Zoraena Kirby, 1890